# 錆取り列車
錆取り列車（さびとりれっしゃ）とは、レール表面に付着した錆を取り除くために走らせる列車のことである。サビ落とし列車、レール磨き列車とも呼ばれる。本来は事業用列車の一種であるが、他の列車を用いることもある。

## 概要
電化路線に於いては、線路に錆が発生すると、架線から集電した電気をレールを通して返すことができなくなり、列車の運行が不可能になる場合がある。また、電化路線・非電化路線を問わず、自動信号機や自動踏切はレールと車輪を介した軌道回路によって作動するため、同様に、錆によって作動に支障を及ぼす場合がある。このため、定期的にレールの錆を落とす目的で錆取り列車が運行される。

## 錆取り列車の例
錆取り列車は、定期的に列車が通過しない線区であっても、臨時列車が通る場合に備えて、1日1往復程度走行する場合がある。
例えば、2004年6月に休線となり、2009年3月に廃線となった関西本線貨物支線（阪和貨物線）では、阪和線における貨物列車の廃止により定期的に通過する列車はなくなっていたが、和歌山方面から奈良・京都方面へ向かう団体専用列車や、南海電気鉄道向けの甲種輸送列車が通過することがあったため、117系電車などを用いて1日1往復、他の列車が通らない日は錆取り列車を走らせていた。
また、新規に開通する路線では工事期間中にレール表面が錆びるため、地上設備と車両設備の調整時に錆取り運転を実施する。

## ストライキ時における錆取り列車
1975年11月26日から12月3日まで続いた公共企業体等労働組合協議会（公労協）によるスト権ストでは、当時の国鉄の組合である国労、動労がストライキに参加したため、全国規模で国電など多くの電車、列車がストライキ決行中運休になった。しかし、スト解除後の運転再開に備えて、錆取り列車は運転されていた。スト解除後には、運転再開に備えるため錆取り列車が先だって運転された。